# USS Toledo (SSN-769)
| «Толідо»                   | «Толідо»                                | «Толідо»                                |
| -------------------------- | --------------------------------------- | --------------------------------------- |
| USS Toledo (SSN-769)       |                                         |                                         |
|                            |                                         |                                         |
|                            |                                         |                                         |
| Порт приписки              | Портсмут, штат Вірджинія                | Портсмут, штат Вірджинія                |
| Спуск на воду              | 28 серпня 1993 року                     | 28 серпня 1993 року                     |
| Сучасний статус            | В активній службі                       | В активній службі                       |
| Проєкт                     |                                         |                                         |
| Класифікація НАТО          | Los Angeles class                       | Los Angeles class                       |
| Основні характеристики     |                                         |                                         |
| Швидкість (надводна)       | 20 вузлів                               | 20 вузлів                               |
| Швидкість (підводна)       | 20 вузлів                               | 20 вузлів                               |
| Робоча глибина занурення   | до 280 метрів                           | до 280 метрів                           |
| Гранична глибина занурення | 450 метрів                              | 450 метрів                              |
| Екіпаж                     | 12 офіцерів, 98 матросів                | 12 офіцерів, 98 матросів                |
| Розміри                    |                                         |                                         |
| Довжина найбільша (по КВЛ) | 110,3 метра                             | 110,3 метра                             |
| Ширина корпусу найб.       | 10 метрів                               | 10 метрів                               |
| Середня осадка (по КВЛ)    | 9,4 метра                               | 9,4 метра                               |
| Водотоннажність надводна   | 6096 тонн                               | 6096 тонн                               |
| Силова установка           |                                         |                                         |
| Ядерний реактор S6G        |                                         |                                         |
| Озброєння                  |                                         |                                         |
| Торпедно- мінне озброєння  | 4 × 21 (533 мм) торпедні апарати        | 4 × 21 (533 мм) торпедні апарати        |
| Ракетне озброєння          | 12 ракет Томагавк вертикального запуску | 12 ракет Томагавк вертикального запуску |

«Толідо» (англ. USS Toledo (SSN-769)) — багатоцільовий атомний підводний човен, є 58-тим в серії з 62 підводних човнів типу «Лос-Анжелес», побудованих для ВМС США. Він став третім кораблем ВМС США з такою назвою, Підводний човен названий на честь міста Толідо , штат Огайо. Призначений для боротьби з підводними човнами і надводними кораблями противника, а також для ведення розвідувальних дій, спеціальних операцій, перекидання спецпідрозділів, нанесення ударів, мінування, пошуково-рятувальних операцій. Субмарина належить до третьої серії (Flight III) модифікації підводних човнів типу «Лос-Анжелес».

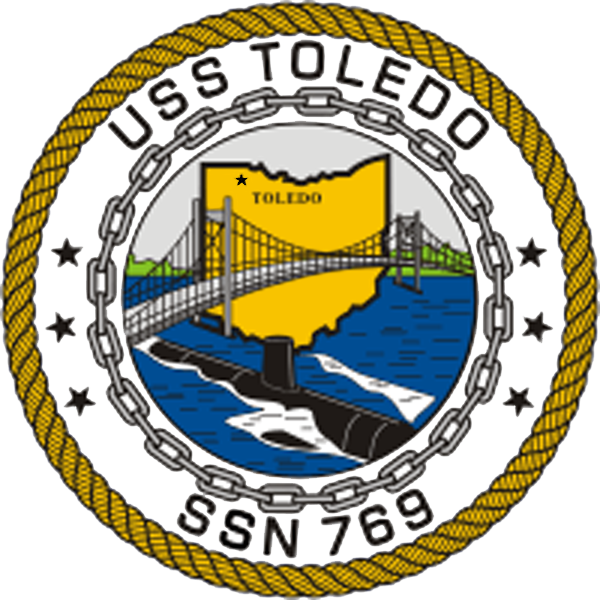
Емблема човна

## Історія створення
Контракт на будівництво підводного човна був присуджений 10 червня 1988 року американській верфі Newport News Shipbuilding, яка розташована в Ньюпорт-Ньюс, штат Вірджинія . Церемонія закладання кіля відбулася 6 травня 1991 року. 19 березня 1994 року відбулася церемонія хрещення. Хрещеною матір'ю стала Сабра Сміт. Субмарина спущена на воду 28 серпня 1993 року. Здана в експлуатацію 24 лютого 1995 року. Портом приписки є військово-морська база Портсмут, штат Вірджинія.

## Історія служби
Підводний човен брав участь в операції «Нескорена свобода» в 2002 році, та у Війні в Іраку у квітні 2003 року.